# Aisai
Aisai (愛西市?, Aisai-shi) è una città giapponese della prefettura di Aichi.
Benché l'area sia stata urbanizzata fin dal periodo Edo, la città attuale è stata creata il 1º aprile 2005 con la fusione delle città di Saya e Saori e dei villaggi di Hachikai e Tatsuta.